# تپه نوروز
در جنوب شهر درگز در بخش چاپشلو در کنار آبادی ینگه قلعه قرارگرفته این تپه که در کناره جنوبی جاده آسفالته درگز به چاپشلو قرار دارد متعلق به قرون ۳و۴ هجری قمری می‌باشد. با توجه به گفتار اهالی ینگه قلعه این تپه متعلق به فردی بنام نوروز رحمان ایمانی از اجداد خانواده بزرگ ایمانی‌های ینگه قلعه بوده و بسیاری از خاندان مذکور هم اینک اکثر جمعیت این بخش و شهرستان چاپشلو را تشکیل می‌دهند.